# R-16
R-16 è un missile balistico intercontinentale sovietico conosciuto in Occidente con la codifica NATO di SS-7 Saddler. Sviluppato nella seconda metà degli anni cinquanta, venne immesso in servizio all'inizio del decennio successivo nelle forze missilistiche strategiche. Tutti gli esemplari furono demoliti negli anni settanta.